# Romano Galeffi
Romano Galeffi, född 17 november 1915 i Montevarchi, död 1 januari 1998 i Salvador de Bahia, var en italiensk filosof.
Galeffi flyttade i unga år till Rom för att börja arbeta på transportministeriet. Han skrev in sig vid universitetet och studerade under bland andra Giovanni Gentile, Franco Lombardi, Ugo Spirito samt Benedetto Croce, vilken skulle få störst inflytande över Galeffi. Han disputerade 1945 på en avhandling om Henri Bergson. 1949 fick han en tjänst vid Universidade Federal i Salvador de Bahia i Brasilien och där verkade han fram till pensioneringen.
Förutom Bergson skrev Galeffi om Immanuel Kant, och han har ansetts vara en av de främsta som filosoferat kring konst i den brasilianska akademiska världen.